# قسم ميانكوه الريفي (مقاطعة درغز)
قسم ميانكوه الريفي (بالفارسية: دهستان میانکوه) هي قسم تقع في إيران في ناحية تشابشلو. يقدر عدد سكانها بـ 4,409 نسمة .